# Elżbieta Koniusz
Elżbieta Władysława Koniusz (ur. 1 lipca 1941 w Chrobrzu) – polska językoznawczyni, doktor habilitowany nauk humanistycznych.

## Życiorys
Studiowała w Wyższej Szkole Nauczycielskiej w Kielcach (1970–1972) i Wyższej Szkole Pedagogicznej w Krakowie (1972–1974). Rozprawę doktorską pt. Elementy kresowe w języku powieści ludowych J. I. Kraszewskiego. Fleksja, składnia, słowotwórstwo, słownictwo obroniła w 1980 na Wydziale Humanistycznym macierzystej uczelni. Stopień naukowy doktora habilitowanego uzyskała w 2002 na Akademii Pedagogicznej im. KEN w Krakowie w oparciu pracę Polszczyzna z historycznej Litwy w „Słowniku gwar polskich” Jana Karłowicza.
W latach 1967–1974 pracowała jako nauczycielka języka polskiego w dwóch kieleckich szkołach podstawowych. W 1974 podjęła pracę w Wyższej Szkole Pedagogicznej w Kielcach, przekształconej następnie w Akademię Świętokrzyską i Uniwersytet Jana Kochanowskiego. Początkowo zatrudniona była na stanowisku asystenta, a później adiunkta i profesora nadzwyczajnego. Od 1991 do 1993 pełniła funkcję wicedyrektora Instytutu Filologii Polskiej. Kierowała również Zakładem Polszczyzny Historycznej.
Specjalizuje się w językoznawstwie polskim, polszczyźnie historycznej i kresowej. Została odznaczona Złotym Krzyżem Zasługi (1989), Medalem Komisji Edukacji Narodowej (1993) oraz Medalem Złotym za Długoletnią Służbę (2011).

## Wybrane publikacje
Monografie:
- Studia nad językiem Józefa Ignacego Kraszewskiego. Elementy kresowe w powieściach i listach okresu wołyńskiego, cz. 1, Kielce 1992.
- Polszczyzna z historycznej Litwy w Słowniku gwar polskich Jana Karłowicza, Kielce 2001.

Pod redakcją:
- Staropolszczyzna piękna i interesująca. Zbiór studiów, t. 1, pod red. E. Koniusz i S. Cygana, Kielce 2006.
- Staropolszczyzna piękna i interesująca. Zbiór studiów, t. 2, pod red. E. Koniusz i S. Cygana, Kielce 2006.